# ۲۳۳ (پیش از میلاد)
۲۳۳ (پیش از میلاد) ۲۳۳مین سال قبل از تقویم میلادی است.